# 中华人民共和国反日本服饰事件列表
中华人民共和国反日本服饰事件中，遭到反对的日本服饰可分为三类：日本军军服、和服、支持日本軍國主義的服饰。

## 2000年代
| 年份   | 月份    | 发生地/媒介  | 涉事服饰                     | 简介                                                                                                | 备注 |
| 2001年 | 12月    | 报纸         | 有类似日本海軍军旗图案的服饰 | 女演员趙薇军旗装事件。赵薇和设计者在事后都表示，没有表达军国主义的意思。（参见：趙薇 § 军旗装事件） |      |
| 2009年 | 3月21日 | 湖北省武汉市 | 女式和服                     | 下午3时左右，一对身穿和服的母女在武汉大学樱园内拍照，被当地学生驱逐。                               |      |

## 2010年代
| 年份   | 月份     | 发生地/媒介  | 涉事服饰                  | 简介 | 备注                                                                                                 |
| 2010年 | 10月16日 | 四川省成都市 | 女式汉服误认为和服        | 2010年成都漢服事件 | |
| 2014年 | 9月6日   | 山东省泰安市 | “大日本帝國海軍”字样T恤衫 | 举行第二十八届泰山国际登山节开幕式前，一名30岁左右的男子突然穿上印有“大日本帝国海军”字样的T恤衫。他与当地群众、参赛运动员发生冲突。T恤被泰安籍运动员撕掉。工作人员为该男子提供外套。 | |
| 2017年 | 8月3日   | 上海市       | 日军军服                  | 四行仓库日军照事件中的照片拍摄于8月3日，8月7日，网友在新浪微博披露此事。 | |
| 2017年 | 8月13日  | 广西宾阳县   | 日军军服                  | 宾阳高铁站外，两名青年男子身穿仿侵华日军服装，摆出挥刀砍杀等挑衅动作，被当地群众围堵。两名男子因涉嫌扰乱公共场所秩序被行政拘留10天。男子辩称“想借机出名当网红”，“自己也是军迷”。 | |
| 2018年 | 2月20日  | 江苏省南京市 | 日军军服                  | 2月20日，网友在微博发帖举报，称两名男子在南京紫金山西山碉堡群身穿侵华日军军服拍摄数张照片。2月23日下午，唐某、宗某两人因构成寻衅滋事被南京市公安局玄武分局依法分别予以行政拘留15日。3月1日，玄武分局依法对威胁该事件举报者的网民处以行政拘留7日。 （参见：西山碉堡群 § 拍摄二战日本军服照事件）                                       | |
| 2019年 | 3月24日  | 湖北省武漢市 | 疑似和服男装              | 3月24日下午，武汉大学第五教学楼旁，该校保安与两名赏樱花的男性发生肢体冲突，其中一人被保安指控穿着和服，并遭保安制服。视频中，男子强调自己穿的是“唐装”。事后，当事人对媒体强调是“唐装吴服”。《中国新闻网》记者指男子穿着并非唐装，是否是唐朝服裝需要讨论。同时，记者确定并非传统规制的汉服，“至于是否为和服，则有待相关部门调查证实。” | 和服中的吴服最初定义“從中國進口的，以絲、绫、锦三種面料所製的布料”，最终擴展到全體日本人所穿的服裝。 |

## 2020年代
| 年份   | 月份     | 发生地/媒介       | 涉事服饰          | 简介 | 备注                                                            |
| 2020年 | 9月26日  | 河北省秦皇岛市    | 女式和服          | 两名身穿和服女子在开埠地车站拍照，与一名男子发生言语冲突。27日，秦皇岛港公安局一名工作人员称，穿和服涉及民族情感问题，事发地旁边是军事重地，不管穿什么都不能拍照。 |                                                                 |
| 2020年 | 10月27日 | 浙江省杭州市      | 女式和服          | 情侣在西湖边拍照，因女孩穿着和服，被一位路人大妈批评教育。网络舆论对此事看法不一。 |                                                                 |
| 2021年 | 5月27日  | 广东省深圳市      | 女式和服          | 一名身穿和服女子在街道行走时，被一名男性斥责，两人发生争吵，引来路人围观。中国网民观看视频后，意见分为反对和不反对。 |                                                                 |
| 2021年 | 7月18日  | 网络 江苏省南京市 | 女式和服          | 网友在江苏南京夫子庙看到一名女子身穿和服、撑纸伞，拍摄上传至网络引发争议。微博网友讨论时，除支持、反对外，有网友以「『大唐文化在日本』之說，認為文化上來說和服出自漢服」，表示支持。 |                                                                 |
| 2021年 | 8月15日  | 网络 广东省广州市 | 和服              | 时值日本投降七十六周年。广东省广州市永旺梦乐城举办夏日祭。参加活动者穿着和服，引发网络争议。商场回应称主要想烘托七夕节氛围，并称已取消该活动，不再举办。 | 2021年8月15日为农历七月初八。前一日，即农历七月初七，是七夕节。 |
| 2021年 | 8月23日  | 福建省厦门市      | 女式和服          | 厦门日航酒店日料餐厅员工穿着工作制服——和服外出做核酸檢測，被志愿者劝阻，引起热议。 |                                                                 |
| 2021年 | 12月13日 | 浙江省嘉兴市      | 女式和服          | 时值南京大屠杀死难者国家公祭日。海宁南关厢一位茶艺馆店长、兼职网店模特穿着和服，应邀前往另一家店铺进行拍摄工作。她出现在街道后，被举报，受到警方训诫。 |                                                                 |
| 2022年 | 2月13日  | 云南省大理市      | 女式和服          | 大理市洱海边，一位年轻女游客穿和服拍照。被景区工作人员制止。她和同伴与之发生冲突。当地群众表达反对。2月14日，洱海生态廊道指挥部工作人员回应媒体称，没有任何规定不能拍照，相关部门已介入调查。2月15日，大理州洱海管理局工作人员回应称，涉事工作人员为外聘安保人员，争议举动系其“个人行为”。 |                                                                 |
| 2022年 | 6月1日   | 网络 江苏省南京市 | 和服              | 标注为南京市江宁区“博睿天鹅湖”幼儿园全体学生穿日本和服过六一国际儿童节的视频在网上流传，引来争议。6月2日，南京市江宁区教育局回应天目新闻称，经过调查，视频非6月1日拍摄。视频系恶意拼凑剪辑，公安机关已介入调查。实际上，“视频中小朋友穿和服是因为此前幼儿园开展了名为‘童眼看世界’主题活动的彩排，活动内容涉及到十个不同国家的传统文化，小朋友会身着不同国家的民俗服飾，在彩排的过程中刚好被路人拍到。”该彩排活动因不符合有关要求，已在当天就被取消，此后从未再举行过。 |                                                                 |
| 2022年 | 8月10日  | 江苏省苏州市      | 女式和服 （浴衣） | 苏州和服事件：8月10日，女Cosplayer在淮海街穿着浴衣式和服拍照，被警察以涉嫌寻衅滋事罪带离。 |                                                                 |
| 2022年 | 9月25日  | 湖南省凤凰县      | 女式和服          | 两名身穿和服的女子在凤凰古城一家餐厅就餐。她们在点菜时，被其他餐桌女子劝戒不要穿着和服。网友反应不一。 |                                                                 |
| 2023年 | 3月20日  | 江苏省南京市 网络 | 女式和服          | 一名身穿和服的女子在南京市玄武区古鸡鸣寺门口的樱花树下拍照。一名游客觉得“穿和服在南京游玩这种行为，多少有些不尊重历史，伤风败俗”，向景区巡逻员投诉，并拨打政务服务热线12345。后，该名游客在网络发布视频说，巡逻员接到投诉后，表示“这个只能从道德上进行谴责，毕竟是穿衣自由”。网民对此事，观点两极分化明显。 |                                                                 |
| 2024年 | 12月22日 | 江苏省南京市      | 女式和服          | 在南京中山植物园，一名路人要求一名穿着和服的女子脱掉和服，强调“这里是南京”，并斥责女子的做法“是没有底线了”。女子反驳：“我拍个衣服拍照怎么了，你不要以这个借口为由，攻击辱骂，栽赃别人。”贵州广播电视台公共频道旗下的“百姓关注”微博账号报道，南京中山植物园景区工作人员在12月23日说明，这是游客个人行为，检票进园时未发现女子身穿和服，是进园后自己换上去的，园区内是禁止穿和服行为的，当天该游客已被工作人员劝离，后续会在门口贴禁止穿和服相关告示。                   |                                                                 |